# Fabrice Catala
Fabrice Catala (Perpinyà, 11 de març del 1992), conegut pels malnoms Fafa, Fafou, Faf o Mooki, és un jugador nordcatalà de rugbi a 15, al lloc de centre.

## Carrera
- des del 1996 al 2011: US Colomièrs
- del 2011 al 2013: USAP
- des del 2013: US Colomièrs